# ایمان جهانگیر
ایمان جهانگیر فضانورد و متخصص قلب و عروق ایرانی-آمریکایی است.

## زندگی‌نامه
ایمان جهانگیر در تهران، ایران متولد شد و در نشویل، آمریکا بزرگ شد. او مدرک پزشکی خود را از دانشگاه تنسی و لیسانس هنر در مطالعات مذهبی را از دانشگاه جورج واشینگتن دریافت کرد. او مدرک کارشناسی ارشد بهداشت عمومی خود را در دانشگاه وندربیلت دریافت کرد.
در سال ۲۰۲۴، جهانگیر با سفر فضایی خود، پس از انوشه انصاری به دومین ایرانی تبدیل شد که به فضا رفت. او همچنین نخستین پزشکی بود که در یک پرواز فضایی تجاری در طول مأموریت زیرمداری با بلو اوریجین در NS-26 شرکت کرد.